# Arthur G. Crane
Arthur Griswold Crane, född 1 september 1877 i Davenport, New York, död 11 augusti 1955 i Cheyenne, Wyoming, var en amerikansk politiker (republikan). Han var guvernör i delstaten Wyoming 1949–1951.
Crane avlade 1920 sin doktorsexamen vid Columbia University. Efter en tid vid Minot State University tjänstgjorde han mellan 1922 och 1941 som rektor vid University of Wyoming. År 1946 valdes Crane till delstatens statssekreterare. Guvernör Lester C. Hunt avgick 1949 och Crane innehade guvernörsämbetet fram till januari 1951.
Presbyterianen och frimuraren Crane avled 1955 och gravsattes på Bethel Cemetery i Cheyenne.